# Batalha de Damasco (2012)
A Batalha de Damasco foi uma batalha que se desenrolou na capital da Síria e começou, de fato, em 15 de julho de 2012 durante a Guerra Civil Síria. Não se sabe quem começou a batalha. Centenas de rebeldes se inflintraram na cidade vindo de regiões vizinhas. A oposição então teria lançado um maciço ataque para conquistar Damasco. Outras fontes dizem que as tropas do governo atacaram primeiro a fim de tomar a iniciativa e ter vantagem militar. Fontes ligadas aos rebeldes afirmam que a operação foi lançada prematuramente devido ao vazamento do plano de batalha destes.
Depois da ofensiva inicial bem sucedida dos rebeldes que tomaram de assalto vários distritos da capital e ainda com a morte de 4 membros do alto escalão do governo em um atentado a bomba no centro da cidade, as forças da oposição foram forçadas a recuar devido aos ferozes contra-ataques das tropas do Governo. Depois de 3 semanas de lutas, a capital já estava praticamente sob controle das forças do regime novamente. Durante os combates, foram usados em larga escala tanques e helicópteros no centro de Damasco. Partes da cidade ficaram em ruinas e gerou mais de 30 mil refugiados somente nos dois primeiros dias de lutas.